# Fruering
Fruering est un village du Jutland de l'est situé à 6 km à l'est de Skanderborg et à 24 km au sud-ouest d'Aarhus.

## Personnalité
- Peter Oluf Brøndsted y est né en 1780.